# Foveosculum occidentale
Foveosculum occidentale là một loài tò vò trong họ Ichneumonidae.